# 任建国
任建国（1957年—），湖南武冈人，汉族，中华人民共和国政治人物、第十一届全国人民代表大会山东地区代表。
毕业于湖南财经学院金融专业，是中共党员。担任山东保监局党委书记、局长。2008年起担任全国人大代表。